# شوبنکا
شوبنکا (به لاتین: Shubenka) یک منطقهٔ مسکونی در روسیه است که در سرزمین آلتای واقع شده‌است.